# 吉利恰河
希利恰河（烏克蘭語：Гільча），是烏克蘭西南部的河流，處於小錫雷特河畔。該河流經切爾尼夫齊州的切爾尼夫齊區，河道全長10公里，流域面積33.5平方公里。